# La escalera de caracol
La escalera de caracol (título original en inglés: The Spiral Staircase) es una película de terror psicológico estadounidense dirigida por Robert Siodmak y protagonizada por Dorothy McGuire, George Brent y Ethel Barrymore. Ambientada en el transcurso de una noche, la película sigue a una joven muda en una ciudad de Vermont de principios del siglo XX que es acechada y aterrorizada en una mansión rural por un asesino en serie que tiene como objetivo a mujeres con discapacidades. Gordon Oliver, Rhonda Fleming y Elsa Lanchester aparecen en papeles secundarios. Fue adaptada para la pantalla por Mel Dinelli de la novela Some Must Watch (1933) de Ethel Lina White.
El proyecto se originó con el productor David O. Selznick, quien compró los derechos de la novela de White, con la intención de contratar a Ingrid Bergman para el papel principal. Posteriormente, Selznick vendió los derechos a RKO Pictures, quien comenzó la producción y eligió a McGuire como protagonista. El rodaje tuvo lugar en el estudio de RKO Pictures en Los Ángeles entre agosto y octubre de 1945.
La escalera de caracol se estrenó en la ciudad de Nueva York el 6 de febrero de 1946, y se convirtió en un éxito de taquilla, recaudando casi 3 millones de dólares. Recibió críticas favorables, siendo elogiada por su cinematografía, atmósfera y suspenso. Barrymore obtuvo una nominación a los Premios Óscar como Mejor Actriz de Reparto por su actuación en la película. En los años transcurridos desde su estreno, los estudiosos del cine han destacado La escalera de caracol por su mezcla estilística de elementos de terror y cine negro, y la han citado como progenitora de la película slasher contemporánea.

## Argumento
En un pequeño pueblo de Vermont en 1906, la muda Helen asiste a la proyección de una película muda en el salón de una posada local. Durante la proyección, una mujer parapléjica que se hospeda en la posada es asesinada en su habitación por un hombre escondido en el armario; su asesinato es el tercero de una serie de asesinatos en serie en la comunidad.
El Dr. Parry, un amigo de Helen, la lleva a la casa de los Warren, una gran propiedad en las afueras de la ciudad donde Helen trabaja como acompañanta de la señora Warren, postrada en cama. También residen en la casa el hijastro de la Sra. Warren, Albert, un profesor local; su hijo, Steven; y personal residente: la Sra. Oates, ama de llaves; el marido de esta el Sr. Oates, un personal de mantenimiento; Blanche, la secretaria de Albert que tiene una aventura con Steven; y la enfermera Barker, la enfermera de la Sra. Warren que es abusada verbalmente por esta.
En la casa, una figura encapuchada observa desde el bosque mientras Helen asciende por el camino de entrada. En el interior, Helen encuentra a la señora Oates en la cocina, quien habla del asesinato y expresa temor por Helen, ya que el asesino parece estar apuntando a mujeres con discapacidades que las hacen especialmente vulnerables. Mientras sube las escaleras, Helen se detiene frente a un espejo para examinarse y, mientras lo hace, el ojo de un desconocido la observa desde las sombras.
En medio de una tormenta, el agente pasa y advierte a Albert que vigile a Helen. Después de que la señora Warren pierde el conocimiento, llaman al Dr. Parry a su casa. La enfermera Barker descubre que la botella de éter ha desaparecido y Albert envía al señor Oates a buscar un poco a la ciudad. Mientras tanto, la señora Warren recupera el conocimiento e insta al Dr. Parry a que se lleve a Helen con él. Se ofrece a llevar a Helen a Boston y ayudarla a superar el trauma de la muerte de sus padres, cuyo impacto provocó su mudez. Ella acepta ir y el Dr. Parry hace planes para regresar más tarde esa noche después de completar otra visita a domicilio.
Después de una discusión con Steven, Blanche le pregunta a Helen si puede irse con ella esa noche. Ella acepta y Blanche va al sótano a recuperar su maleta, donde es atacada y asesinada. Más tarde, Helen encuentra su cadáver en el sótano y Steven la confronta. Asustada de que él sea el responsable, lo encierra en un armario y huye escaleras arriba. Intenta despertar a la señora Oates, que se ha desmayado, borracha con el brandy robado del profesor. Helen intenta llamar al Dr. Parry, pero debido a su condición no puede hablar con la telefonista.
Albert encuentra a Helen desesperada y ella escribe en una libreta que Blanche ha sido asesinada. Mientras la sigue escaleras arriba hasta la habitación de la señora Warren, él confiesa haberla matado por celos: Albert se revela como el asesino en serie, profesando su objetivo de matar a los «débiles e imperfectos del mundo». Helen huye aterrorizada y se encierra en el dormitorio de la señora Warren, donde la encuentra inconsciente.
Mientras tanto, el agente regresa y Albert le responde en la puerta principal; le deja un mensaje a Helen haciéndole saber que el Dr. Parry no puede regresar esa noche y que tendrán que ir a Boston al día siguiente. Cuando el agente se va, Helen intenta llamar su atención rompiendo la ventana del dormitorio, pero él no puede oírlo en medio del viento y los truenos.
Helen regresa al sótano para liberar a Steven, pero encuentra a Albert esperando escondido. Él la persigue mientras ella sube las escaleras al segundo piso, pero se encuentran con la Sra. Warren, armada con una pistola. Ella le dispara a Albert varias veces en el pecho, matándolo y, en medio de los disparos, Helen grita horrorizada.
La Sra. Warren le ordena a Helen que recupere a Steven, por lo que lo libera del armario del sótano. La señora Warren lo abraza y muere en las escaleras en sus brazos. Abajo, Helen llama emocionadamente al Dr. Parry por teléfono; ahora puede hablar plenamente.

## Reparto
- Dorothy McGuire como Helen.
- George Brent como el profesor Albert Warren.
- Ethel Barrymore como la Sra. Warren.
- Kent Smith como Dr. Parry.
- Gordon Oliver como Steven Warren
- Rhonda Fleming como Blanche.
- Elsa Lanchester como la Sra. Oates.
- Sara Allgood como la enfermera Barker.
- Rhys Williams como el Sr. Oates.
- James Bell como agente.
- Erville Alderson como Dr. Harvey (sin acreditar)
- Robert Siodmak como el 'ojo' del asesino (sin acreditar).
- Carlton el bulldog como él mismo (sin acreditar).

## Análisis
Desde su estreno, La escalera de caracol ha sido objeto de importantes críticas cinematográficas y debates académicos, particularmente en lo que respecta a los motivos visuales de la película y la combinación de terror y cine negro. Aunque la prensa contemporánea la caracteriza como un «romance de misterio», la película ha sido destacada por los críticos contemporáneos por sus destacados elementos de terror gótico. También ha sido citada como uno de los numerosos progenitores de la película slasher, específicamente por su elenco centrado en mujeres, y su cinematografía desde el punto de vista desplegado durante las escenas en las que el asesino acecha a sus víctimas.
La estudiosa del cine Amy Golden señala varias alusiones visuales significativas en la película, como Un perro andaluz (1929) de Luis Buñuel y Meshes of the Afternoon (1943) de Maya Deren. Golden cita la película como un «ejemplo por excelencia del terror de los años cuarenta». El escritor Denis Grunes sugirió en 2007 que la película es «de hecho una alegoría enmascarada del paso del cine mudo al sonoro», citando la situación de la protagonista muda como evidencia. Esta noción también fue sugerida por la estudiosa del cine Amy Lawrence en su libro de 1991 Echo and Narcissus: Women's Voices in Classical Hollywood Cinema.

## Producción

### Desarrollo
Adaptado de la novela de Ethel Lina White Some Must Watch (1933), La escalera de caracol fue el primer guion del guionista Mel Dinelli. RKO Pictures había adquirido los derechos para producir la película del productor independiente David O. Selznick, quien compró los derechos de la novela de White; Selznick había concebido originalmente una adaptación cinematográfica con Ingrid Bergman en el papel principal. Selznick vendió los derechos del proyecto (junto con varios otros de su propiedad) a RKO para ayudar a financiar el wéstern Duelo al sol (1946). Según los términos de la venta, Selznick recibió una parte final de las ganancias de la película, y posteriormente le dio a la estrella Dorothy McGuire un descapotable como bonificación por aparecer en la película. El guion originalmente llevaba el mismo título que la novela de White, aunque un título provisional posterior para el proyecto fue The Silence of Helen McCord.
Al escribir el guion, Dinelli recibió aportaciones de Dore Schary, recomendado por Selznick. En las primeras etapas de la escritura de Dinelli, se decidió cambiar el escenario de Inglaterra a Nueva Inglaterra en los Estados Unidos, lo que tanto Dinelli como Schary decidieron que daría un tono gótico a la historia. La escalera de caracol que aparece en el guion (de donde toma el nombre el título de la película) también aparece en la novela original de White.

### Rodaje
La película se rodó entre agosto y noviembre de 1945, en el lote de RKO Studio en Los Ángeles, California, con un presupuesto de producción de aproximadamente 750 000 dólares. En noviembre de 1945, se hizo público que la actriz McGuire desapareció durante aproximadamente veinte minutos durante el rodaje después de encerrarse involuntariamente en una de varias habitaciones laberínticas construidas en el sótano de un estudio.
Se contrató al director de fotografía Nicholas Musuraca para rodar la película; anteriormente había rodado varias películas de bajo presupuesto para Val Lewton en RKO, como Cat People (1942), La séptima víctima (1943) y La venganza de la mujer pantera (1944). Musuraca empleó varias técnicas para lograr las composiciones inspiradas en el claroscuro de la película, que incluían disparar en ángulos bajos para lograr la apariencia de sombras profundas en la pantalla. Para ocultar la identidad del asesino, Musuraca fotografió los ojos del director Siodmak para los primeros planos del asesino observando a Helen. El 10 de octubre de 1945, hacia el final del rodaje, murió el asistente de dirección de la película, Harry Scott.
La película que aparece en la secuencia inicial en el cine es The Sands of Dee, de D. W. Griffith, que en realidad se estrenó en 1912, seis años después de que se desarrolla La escalera de caracol.

## Lanzamiento

### Taquilla
La escalera de caracol se estrenó en la ciudad de Nueva York el 6 de febrero de 1946. A esto le siguió una presentación teatral nacional, durante la cual la película se proyectó en varias ciudades de los Estados Unidos durante los meses de finales del invierno y principios de la primavera de 1946. Posteriormente se proyectó en Inglaterra y Gales en junio de 1946.
Durante su presentación en cines, la película logró recaudar 885 000 dólares, con un total de 2,8 millones de dólares en alquileres en Estados Unidos, según Variety. La película fue un éxito de taquilla y obtuvo una ganancia de aproximadamente 900 000 dólares.

### Recepción de la crítica
Variety escribió: «Esta es una producción fluida de un thriller de asesinatos obvio, aunque lleno de suspenso, hábilmente interpretado y dirigido. El estado de ánimo y el ritmo están bien establecidos, y la historia atrapa en todas partes». Bosley Crowther de The New York Times escribió: «Esto es una sorpresa, simple y llanamente, y cualesquiera que sean las pretensiones que tenga de drama psicológico pueden considerarse simplemente como una concesión a una fantasía actualmente popular». Durante sus presentaciones en cines locales, la película obtuvo críticas en varias prensas locales: una reseña en Pittsburgh Press calificó la película como un «melodrama de sangre y truenos... hecho muy bien, excepto que a veces tiende a ser tedioso. En lugar de tenso, tiene un ritmo tan pausado que genera un suspenso considerable». En el Beatrice Daily Sun de Beatrice, Nebraska, se señaló: «Una trama ingeniosa y el trabajo de un elenco magnífico dan distinción a La escalera de caracol», y la película finalmente se consideró «apasionante». Una reseña publicada en Corvallis Gazette-Times de Corvallis, Oregón, resumió:

La escalera de caracol es uno de los principales dramas de misterio de la temporada... esta apasionante oferta de RKO Radio se desarrolla en una ciudad de Nueva Inglaterra a principios de siglo... El suspenso aumenta a medida que la amenaza se acerca a la indefensa heroína, que no puede escapar de la aterradora familia de su empleador. Un clímax, tremendo por su impacto, dejó a la audiencia de ayer sin aliento y tensa.

En el agregador de reseñas de Internet Rotten Tomatoes, la película tiene un índice de aprobación del 87% basado en 23 reseñas, con una calificación promedio ponderada de 8/10. El autor y crítico de cine contemporáneo Leonard Maltin otorgó a la película tres estrellas y media de cuatro posibles, calificándola de «[un] magnífico thriller al estilo de Hitchock con [una] actuación inolvidable de McGuire». Pauline Kael elogió la configuración de los personajes de la película y señaló que «tiene todos los atributos del género... pero los psicópatas son personas bastante presentables, y esto, además de la dirección hábil y rápida, hace que el terror sea convincente».
Una reseña publicada en la guía de películas Time Out calificó la película como un «excelente thriller», y concluyó: «Hitchcock no podría haber mejorado la maestría informal con la que el inicio define no sólo el tiempo y el lugar (una pequeña ciudad, principios de siglo) sino los temas del voyerismo y la trampa». El estudioso del cine Andrew Spicer elogió la cinematografía de la película, calificándola de «la más bellamente elaborada de las películas de Siodmak, con un ritmo magnífico y un suspenso que se acumula constantemente en intensidad ayudado por la cinematografía expresiva de Nicholas Musuraca». Tom Milne de Time Out Film Guide calificó la película como «una de las obras maestras indudables del estilo gótico».
Ethel Barrymore fue nominada a Mejor Actriz de Reparto en la 19.ª edición de los Premios Óscar.

### Medios domésticos
The Spiral Staircase fue lanzado en VHS y DVD en 2000 por Anchor Bay Entertainment. Fue reeditado en DVD por Metro-Goldwyn-Mayer en 2005 después de que Sony Pictures adquiriera el estudio y su catálogo. El 2 de octubre de 2018, Kino Lorber lanzó ediciones en DVD y Blu-ray en Estados Unidos bajo licencia de Walt Disney Studios Motion Pictures, propietario de esta película como parte de la biblioteca de David O. Selznick; el lanzamiento de Kino Lorber presenta un escaneo 4K de los elementos de la película original.

## Adaptaciones
La novela fue adaptada para una producción radiofónica protagonizada por Helen Hayes antes de llegar a la pantalla.
La escalera de caracol fue adaptada como una obra de radio de media hora en la transmisión del 25 de noviembre de 1949 de Screen Director's Playhouse, protagonizada por Dorothy McGuire retomando su papel original.
En 1964 se estrenó una adaptación televisiva protagonizada por Elizabeth Montgomery y Lillian Gish. Se rehizo nuevamente en 1975 como The Spiral Staircase con Jacqueline Bisset, y nuevamente como una película para televisión de 2000 con Nicollette Sheridan.